# Абихт, Адольф
А́дольф А́бихт (Адольф Иванович Абихт, нем. Adolf Abicht, лит. Adolfas Abichtas; 1793, Эрланген — 1860, Вильно) — литовский медик, профессор патологии Виленского университета, заведующий кафедрой общей терапии Виленской медико-хирургической академии.

## Биография
Сын философа Иоганна Абихта, профессора логики и метафизики в Виленском университете. Окончил Виленский университет (1810). Магистр философии (1811), доктор медицины (1815). В 1820 году был на три года отправлен за границу для совершенствования. Путешествовал по Германии и Франции, слушал лекции в Вене и в Париже. В 1824—1832 годах читал в Виленском университете курс общей патологии. В 1827 году назначен ординарным профессором.
После упразднения Виленского университета (1832) некоторое время занимался врачебной практикой и преподавал в Виленской медико-хирургической академии. В 1837—1841 годах занимал в академии кафедру общей терапии. После упразднения Медико-хирургической академии занимался врачебной практикой. В 1851 году изучал минеральные воды Бирштан и установил их пригодность для лечения многих болезней.
Выпущенный им в Вильно учебник на латинском языке по внутренним болезням долгое время оставался основным учебным пособием.
Сын Абихта Генрик Абихт стал революционером и был расстрелян в ходе подавления Польского восстания 1863 года.